# Western crepuscular
El western crepuscular[cita  (també anomenat western revisionista, antiwestern, i a vegades antiwestern revisionista) és un subgènere cinematogràfic evolucionat del western clássic (pel·lícula "de vaquers" o, més generalment, "de l'Oest"). Considerat com una evolució postclàssica del western tradicional, aquest subgènere desafia el mite i la idealització del gènere clàssic mitjançant un profund desenvolupament dels personatges i el realisme, tot presentant una visió més complexa de la vida a "Vell Oest". Mentre que el western tradicional sempre encarna una clara frontera entre el bé i el malament, el western revisionista no ho fa.
Temes revisionistes en el western han existit des de començaments del segle xx, però no va ser fins a 1968, en relaxar-se les restriccions del Codi Hays, que el revisionisme va acabar suplantant al western tradicional. Encara que molts dels primers westerns han estat qualificats de revisionistes, la distinció entre ells sol ser borrosa a causa de la varietat de temes i dispositius argumentals. Alguns es qualifiquen de westerns psicològics pel seu èmfasi en el personatge en detriment de l'acció i l'emoció que predominen en el western tradicional. Altres pel·lícules revisionistes, en les quals l'acció i l'aventura continuen ocupant un lloc prominent, es denominen "westerns indis" o "westerns de facinerosos/pistolers" perquè, en lloc de l'heroi tradicional, el protagonista és un nadiu americà, un facinerós o un pistoler. Els spaghetti westerns dels anys seixanta, que no estaven regits pel Codi Hays, van anar fortament revisionistes en presentar trames moralment ambigües amb un antiheroi o un vilà simpàtic (o antivilà). A partir de 1969, el revisionisme es va imposar en la producció de pel·lícules western.

## Concepte
Es tracta d'un western melancòlic, revisionista i desmitificador, que presenta un Oest en decadència i a uns protagonistes perdedors; "herois" cansats, nostàlgics, crítics, desencantats, bruts, resignats, acabats o turmentats, on la violència és explícita. I encara que el seu realisme és descarnat, no és naturalista com l'spaghetti western; mostra un món i uns valors que estan a punt o a la vora de desaparèixer.
Amb el precedent de l'home de l'Oest (1958) d'Anthony Mann, el canvi de to en el gènere clàssic es percep ja definitivament l'any 1962, quan John Ford dona a conèixer L'home que va matar a Liberty Valance (1962); on amb aquesta obra el seu classicisme ja ha adquirit un toc crepuscular i desencantat.
El western tradicional sol tenir un protagonista masculí fort, sovint un agent de la llei o un oficial de cavalleria, que actua directament en nom de les gents suposadament civilitzades contra els quals són considerats incivilitzats. Els primers són retratats com a honestos ciutadans o viatgers, els segons com a facinerosos o nadius americans hostils.
En el western crepuscular o revisionista, es qüestionen els elements convencionals com el format i els temes, amb l'ús de protagonistes indis americans, personatges femenins forts i protagonistes lloats, on les trames es centren en la supervivència en un entorn natural o presenten situacions morals ambiguës sense herois definits. Això inclou sovint la figura de l'antiheroi o d'un vilà amb matisos amables (o antivilà). L'objectiu és difuminar els límits usualment clars entre el "bé" i el "mal" (el "bo" versus el "dolent"), destacant la importància de la supervivència enmig de la incertesa moral.
El western clàssic simplifica els personatges en termes de bé o malament, amb un desenvolupament mínim d'aquests. En canvi, el western psicològic, que va sorgir als anys 40 i va tenir una gran acollida durant les dècades dels 50 i 60, prioritzava el creixement dels personatges per sobre de l'acció, tot mantenint molts dels elements tradicionals. A mesura que les restriccions de censura es van relaxar i van desaparèixer durant la dècada dels 60, el western psicològic va evolucionar cap al western crepuscular.
Shane (1953; dirigida per George Stevens) és un western psicològic. El protagonista titular (Alan Ladd) sembla al principi un rodamon de l'Oest tradicional que cavalca per un paisatge tradicional de l'Oest, però aviat es fa evident que ha entrat en un escenari complex que està poblat per, com diu Kim Newman, "personatges creïbles amb motius mixtos". Encara que el ranxer Riker (Emile Meyer) és ostensiblement el vilà de l'obra, destaca que s'ha esforçat durant trenta anys per desenvolupar el seu ranxo ramader que ara és ocupat pels llauradors que construeixen tancats, molts dels quals tenen els motius mixtos assenyalats per Newman. Malgrat la complexitat dels seus personatges, Shane està rodada en un entorn convencional i acaba amb l'heroi disparant i matant als tres vilans principals. No obstant això, hi ha un element de revisionisme en el final quan el desil·lusionat Shane admet a Riker que sap que el seu temps com a pistoler ha acabat. Shane s'allunya cap a un futur incert, possiblement a morir, ja que està ferit, i són el granger Starrett (Van Heflin) i la seva família els que aguanten.Shane és, doncs, un western psicològic amb molts dels trets d'un tradicional.
Quinze anys després, Sergio Leone va dirigir Fins que li va arribar l'hora, un western revisionista que subverteix per complet el western tradicional amb personatges complexos i múltiples recursos argumentals, sent el principal la venjança, el motiu de l'enigmàtic pistoler Harmònica (Charles Bronson). Com en Shane, no són els pistolers els que "hereten l'Oest", sinó en aquest cas la compassiva exprostituta del poble, Jill (Claudia Cardinale). Al final de la pel·lícula, tots els antagonistes, excepte Harmònica, estan morts i, com Shane, s'allunya cavalcant cap a un futur incert.
A diferència del western clàssic, en el western crepuscular l'heroi individual necessita reafirmar-se d'alguna manera, i ho fa unint-se a altres personatges que es troben en circumstàncies similars a les seves. És a dir, es renuncia al clàssic genet solitari i l'heroi crepuscular s'agrupa amb altres personatges amb un fi comú.

## Context històric
Les opinions estan dividides sobre l'origen del western revisionista o psicològic, però en general es coincideix que hi havia indicis d'una perspectiva més fosca en algunes pel·lícules dels anys 30, com Westward Ho (1935), dirigida per Robert N. Bradbury i protagonitzada per John Wayne, en la qual l'heroi lidera una banda de justiciers a la recerca de venjança. Westward Ho és la pel·lícula més antigual de la llista de westerns revisionistes d'AllMovie. Les primeres pel·lícules classificades per AllMovie com westerns psicològics són The Ox-Bow Incident i The Outlaw (totes dues de 1943).
El subgènere apareix pròpiament com a resultats de la crisi de Hollywood en els anys 50, igual que el manierisme, no podent marcar una diferència clara entre aquests dos moviments, ja que comparteixen alguns trets i són pràcticament simultanis.
Durant els anys cinquanta, en plena època del maccarthisme es van produir moltes pel·lícules que intentaven contrarestar les pràctiques de les llistes negres a la indústria cinematogràfica, amb especial menció a High Noon (1952), amb Gary Cooper com a protagonista. Durant la dècada de 1960, quan es va relaxar i finalment abolir el restrictiu Codi Hays, directors de l'anomenada generació del Nou Hollywood, com Sam Peckinpah, George Roy Hill i Robert Altman, van centrar la seva atenció en el western, creant clàssics com The Wild Bunch (1969), de Peckinpah, Butch Cassidy and the Sundance Kid (1969), de Hill, i McCabe & Mrs. Miller (1971), de Altman.) 
Paral·lelament, directors europeus com Sergio Leone van realitzar pel·lícules de western sense les limitacions ni la censura del Codi Hays, donant lloc als coneguts "Spaghetti westerns", que van oferir una nova visió al gènere.
Els westerns revisionistes i psicològics s'han traslladat dels seus propis escenaris estàndard al neo-wéstern, entre els quals destaca No Country for Old Men (2007), dels germans Coen, basada en l'obra de Cormac McCarthy, un autor conegut per escriure literatura wéstern revisionista, com la novel·la Blood Meridian.

## Westerns crepusculars
- Centaures del desert (1956), de John Ford.
- L'home que va matar a Liberty Valance (1962), de John Ford.
- Duel en l'alta serra (1962), de Sam Peckinpah.
- Els valents caminen sols (1962) de David Miller.
- Major Dundee (1964), de Sam Peckimpah.
- El gran combat (1964) de John Ford.
- Els professionals (1966), de Richard Brooks.
- Grup salvatge (1969), de Sam Peckimpah.
- Jeremiah Johnson (1972), de Sydney Pollack.
- Pat Garrett i Billy el nen (1973) de Sam Peckimpah.
- El bandoler Josey Wales (1976), de Clint Eastwood.
- Fins que li va arribar l'hora (1968), de Sergio Leone.
- La vida i l'època del jutge Roy Bean (1972), de John Huston.
- Un home anomenat Cavall (1970), de Elliot Silverstein.
- Butch Cassidy and the Sundance Kid (1969), de George Roy Hill.
- La llegenda de la ciutat sense nom (1969), de Joshua Logan.
- Petit gran home (1970), d'Arthur Penn.
- El dia dels tramposos (1970), de Joseph L. Mankiewicz.
- La porta del cel (1980) de Michael Cimino.
- La balada de Cable Hogue (1970), de Sam Peckinpah.
- Facinerosos de llegenda (1980), de Walter Hill.
- El genet pàl·lid (1985), de Clint Eastwood.
- Ballant amb llops (1990), de Kevin Costner.
- Sense perdó (1992), de Clint Eastwood.